# Duripelta alta
Duripelta alta là một loài nhện trong họ Orsolobidae.
Loài này thuộc chi Duripelta. Duripelta alta được Raymond Robert Forster & Norman I. Platnick miêu tả năm 1985.